# AppleColor High-Resolution RGB Monitor
De AppleColor High-Resolution RGB Monitor is een 13-inch Trinitron-beeldscherm dat ontworpen, gefabriceerd en verkocht werd door Apple Computer van maart 1987 tot december 1992. Het was het eerste kleurenscherm van Apple voor de Macintosh en werd samen met de Macintosh II geïntroduceerd.
Het beeldscherm heeft een vaste resolutie van 640×480 pixels met een refresh rate van 66,7 Hz en is voorzien van een DA-15-connector die gebruikt wordt door de Macintosh II-familie en de daaropvolgende Macintosh computers en videokaarten. Aan de achterkant bevinden zich een aan/uit- en een degauss-knop, aan de rechterkant zijn twee draaiknoppen om de helderheid en het contrast bij te regelen. Achteraan bevinden zich onder een afdekplaatje nog twee extra convergentie-regelaars "H-stat" en "V-twist" om het beeld indien nodig scherp te stellen.